# Girl, You’ll Be a Woman Soon
«Girl, You’ll Be a Woman Soon» (с англ. — «Девочка, скоро ты станешь женщиной») — песня, написанная Нилом Даймондом, в чьем исполнении эта песня достигла восемьдесят шестого места в Billboard Hot 100 в 1967. Песня обрела вторую жизнь, когда появилась в саундтреке к фильму «Криминальное чтиво» 1994 года в исполнении рок-группы Urge Overkill. Другие версии были записаны Клиффом Ричардом (1968), Джеки Эдвардсом (1968), оркестром Бидду (1978) и 16 Volt (1998).

## Версия Нила Даймонда
Впервые эта песня появляется в альбоме Даймонда Just for You, который вышел в том же году.

### Трек-лист
7" single
1. «Girl, You’ll Be a Woman Soon»
2. «You’ll Forget»

### Чарты
| Чарт (1967)              | Позиция |
| ------------------------ | ------- |
| US Billboard Pop Singles | 10      |
| Чарт (1971)              | Позиция |
| Dutch Mega Top 100       | 27      |

## Версия Клиффа Ричарда
Клифф Ричард записал эту песню в качестве би-сайда к своему синглу 1968 года «I’ll Love You Forever Today», который фигурировал в фильме «Two a Penny».

### Трек-лист
7" single
1. «I’ll Love You Forever Today» — 3:06
2. «Girl, You’ll Be a Woman Soon» — 3:04

### Чарты
| Чарт (1968)      | Позиция |
| ---------------- | ------- |
| UK Singles Chart | 27      |

## Версия Urge Overkill
В 1992 году альтернативная рок-группа Urge Overkill записала кавер-версию этой песни для своего альбома Stull. Эта версия позже прозвучит в фильме Квентина Тарантино «Криминальное чтиво». Переизданная как сингл, эта версия достигла успеха в чартах как внутри страны, так и на международном уровне. Эта песня также фигурировала во втором эпизоде культового британского сериала «Плохие».

### Трек-лист
CD single
1. «Girl, You’ll Be a Woman Soon» — 3:10
2. «Bustin' Surfboards» by The Tornadoes — 2:27
3. «Bullwinkle Part II» by The Centurions — 2:18

### Чарты
| Чарт (1994/95)                   | Позиция |
| -------------------------------- | ------- |
| Australian ARIA Singles Chart    | 21      |
| Austrian Singles Chart           | 22      |
| Belgian (Wallonia) Singles Chart | 29      |
| French SNEP Singles Chart        | 10      |
| New Zealand RIANZ Singles Chart  | 19      |
| UK Singles Chart                 | 37      |
| US Billboard Hot 100             | 59      |
| US Billboard Modern Rock Tracks  | 11      |

## В популярной культуре
- Прозвучала в 15 эпизоде 1 сезона («Эпизод с обкуренным парнем») телесериала Друзья.
- Прозвучала в 6 серии 11 сезона телесериала «Сверхъестественное» (Наш маленький мир)